# Stephen Salisbury Tuckerman

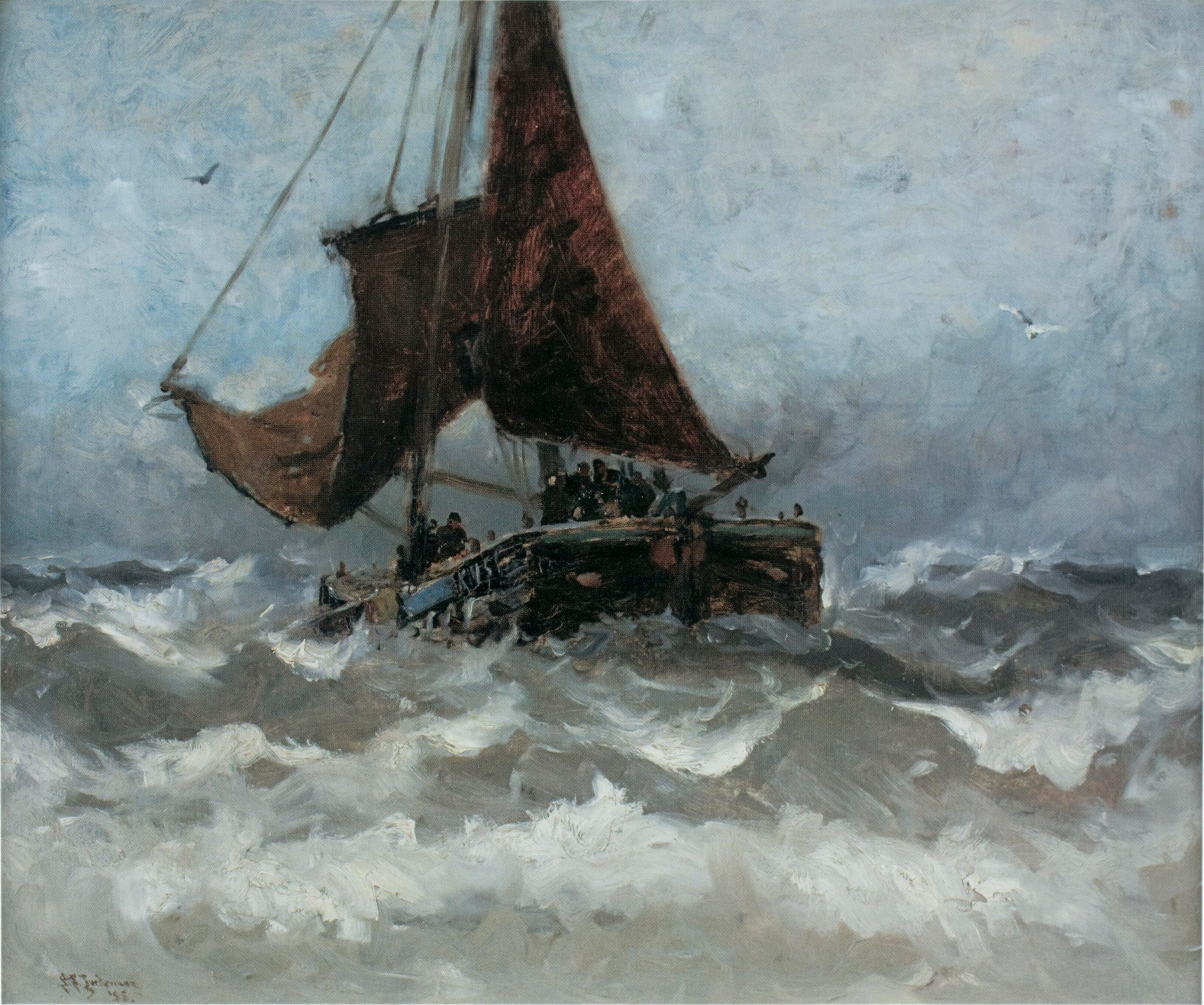
Zeegezicht, 1885

Stephen Salisbury Tuckerman (Boston, 8 december 1830 - Gloucester (?) 1904) was een Amerikaans kunstschilder. In de jaren 1880 schilderde hij veel in Nederland, met name in Katwijk aan Zee.

## Leven en werk
Tuckerman leek aanvankelijk voorbestemd voor de handel, reisde als jongeling onder andere naar Calcutta, maar koos uiteindelijk voor de kunst. Hij studeerde bij de Bostonse schilder William Morris Hunt, die de schilders van de Barbizon school in de Verenigde Staten introduceerde. Hij vervolgde zijn studie in het Engelse Birmingham, de geboorteplaats van zijn moeder, en keerde daarna terug naar Boston om leiding te geven aan de New England School of Design. In 1865 verhuisde hij naar Gloucester, een havenstadje waar zich in de periode daarna een kunstenaarskolonie zou vormen.
Vanaf 1872 zou Tuckerman veel tijd in Europa doorbrengen, terwijl zijn vrouw en kinderen in Gloucester bleven wonen. Rond 1880 betrok hij een atelier in Den Haag, waar hij in 1882 lid werd van de Pulchri Studio. In de zomers van 1883, 1884, 1885 en 1887 schilderde hij veel in Katwijk aan Zee. Ondertussen bleef hij op en neer reizen naar Amerika, voor exposities, maar vooral ook om zijn werk te verkopen. In 1886 had hij in Boston een solo-expositie van 53 "Hollandse werken". Hij schilderde vooral strand en zeegezichten, vaak met schepen, in de stijl van de Haagse School.
Veel van Tuckermans werken zijn te zien in het Cape Ann Museum te Gloucester, maar ook instituties als het Museum of Fine Arts te Boston en het Butler Institute of Fine Art te Youngstown, Ohio hebben zijn werk in collectie.

## Hollandse werken

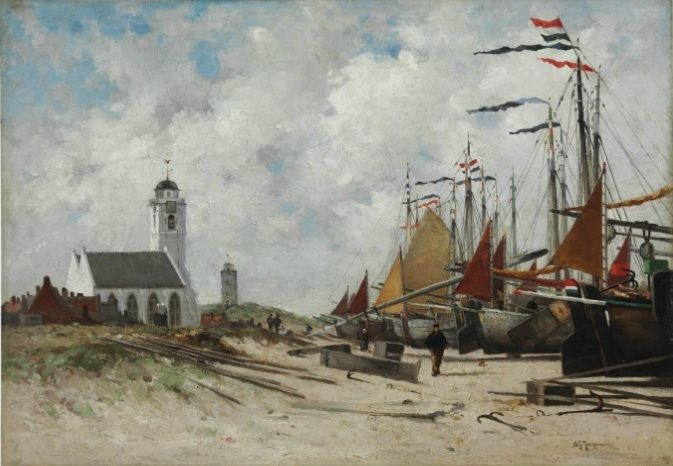
Boten op het strand, 1885
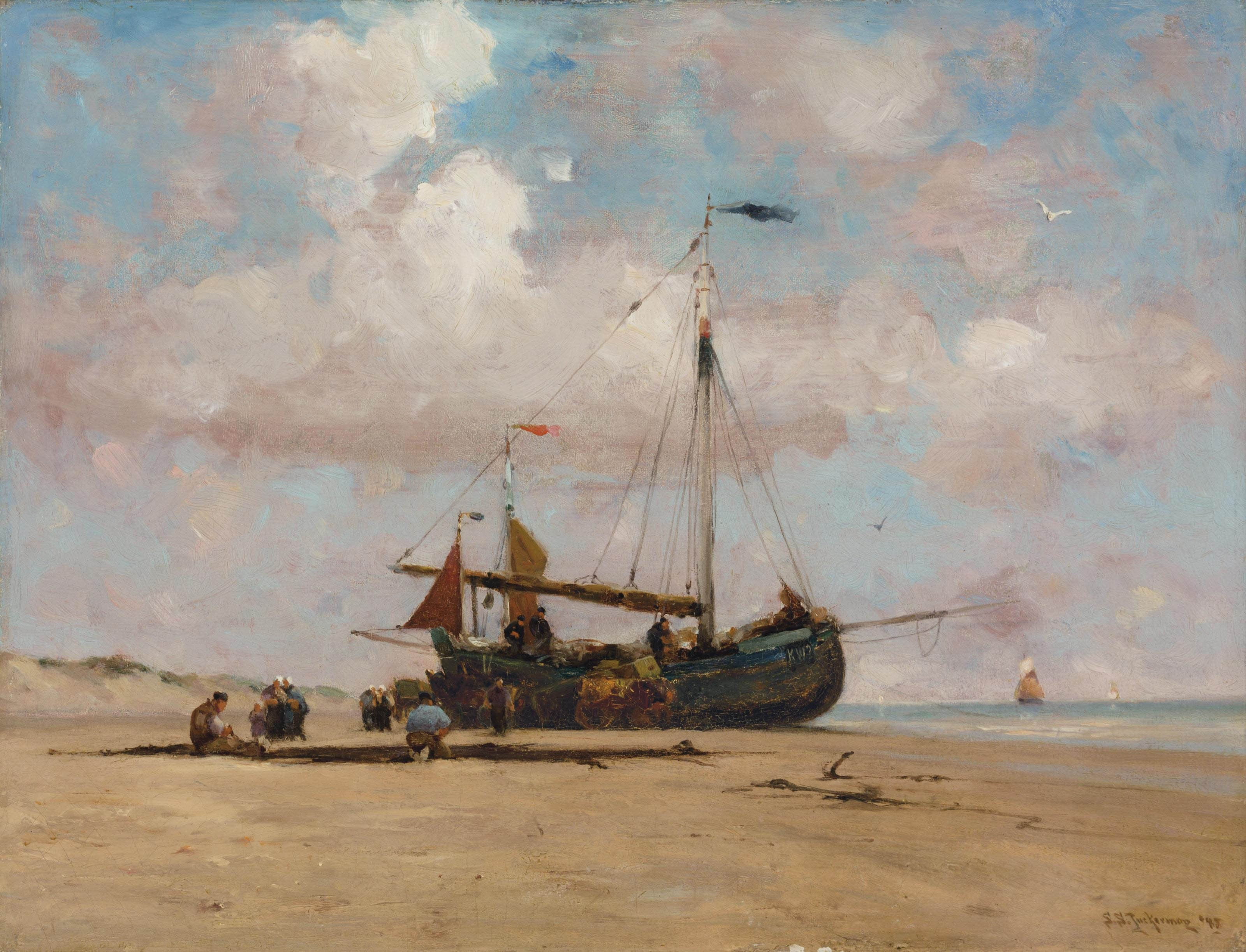
De gestrande boot, 1885